# Ромбаутс, Гиллис
Ги́ллис Ромба́утс (нидерл. Gillis Rombouts; 1630, Харлем — 1672, Харлем) — голландский живописец-пейзажист, автор многих картин бытового жанра на сюжеты из городской и сельской жизни времён золотого века голландской живописи.

## Биография
Гиллис Ромбаутс родился и прожил всю жизнь в Харлеме (Северная Голландия). Писал архитектурные ландшафты с многочисленными фигурами, лесные пейзажи, сцены на речном и морском берегу, разнообразные зимние мотивы и был необычайно продуктивен. Работал под влиянием живописцев Саломона ван Рёйсдала и Мейндерта Хоббемы.
Он вырастил и обучил сына-художника Саломона Ромбаутса, писавшего картины, почти не отличимые от тех, что создавал отец. Гиллис Ромбаутс умер в феврале 1672 года в Харлеме и был похоронен 25 февраля 1672 года на больничном кладбище.

## Галерея

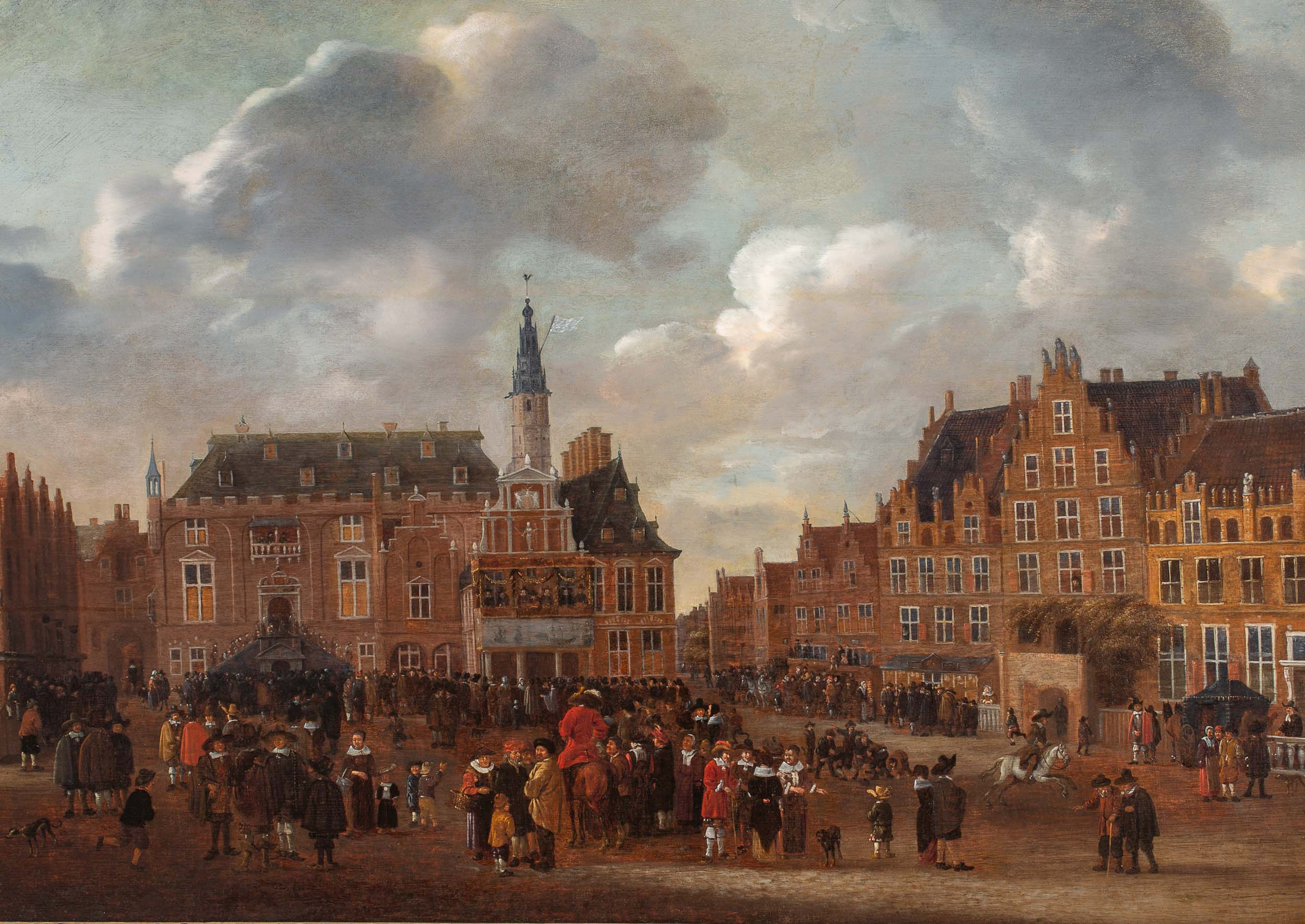
Объявление Мюнстерского мира на площади Гроте Маркт в Харлеме. Между 1648 и 1660. Дерево, масло. Частное собрание
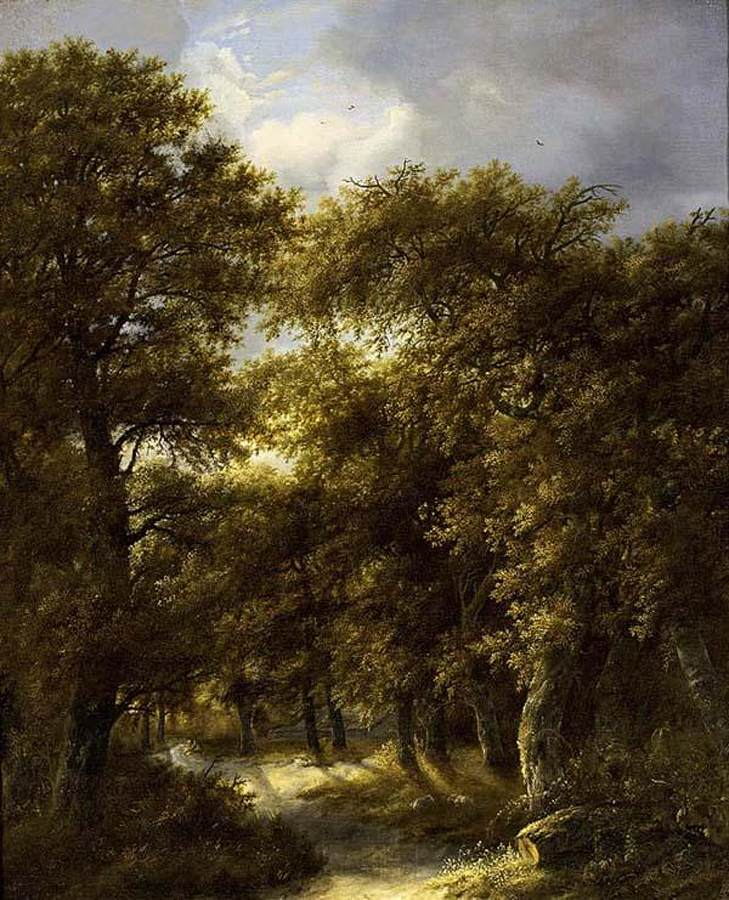
Лесной пейзаж. 1670-е. Холст, масло. Частное собрание
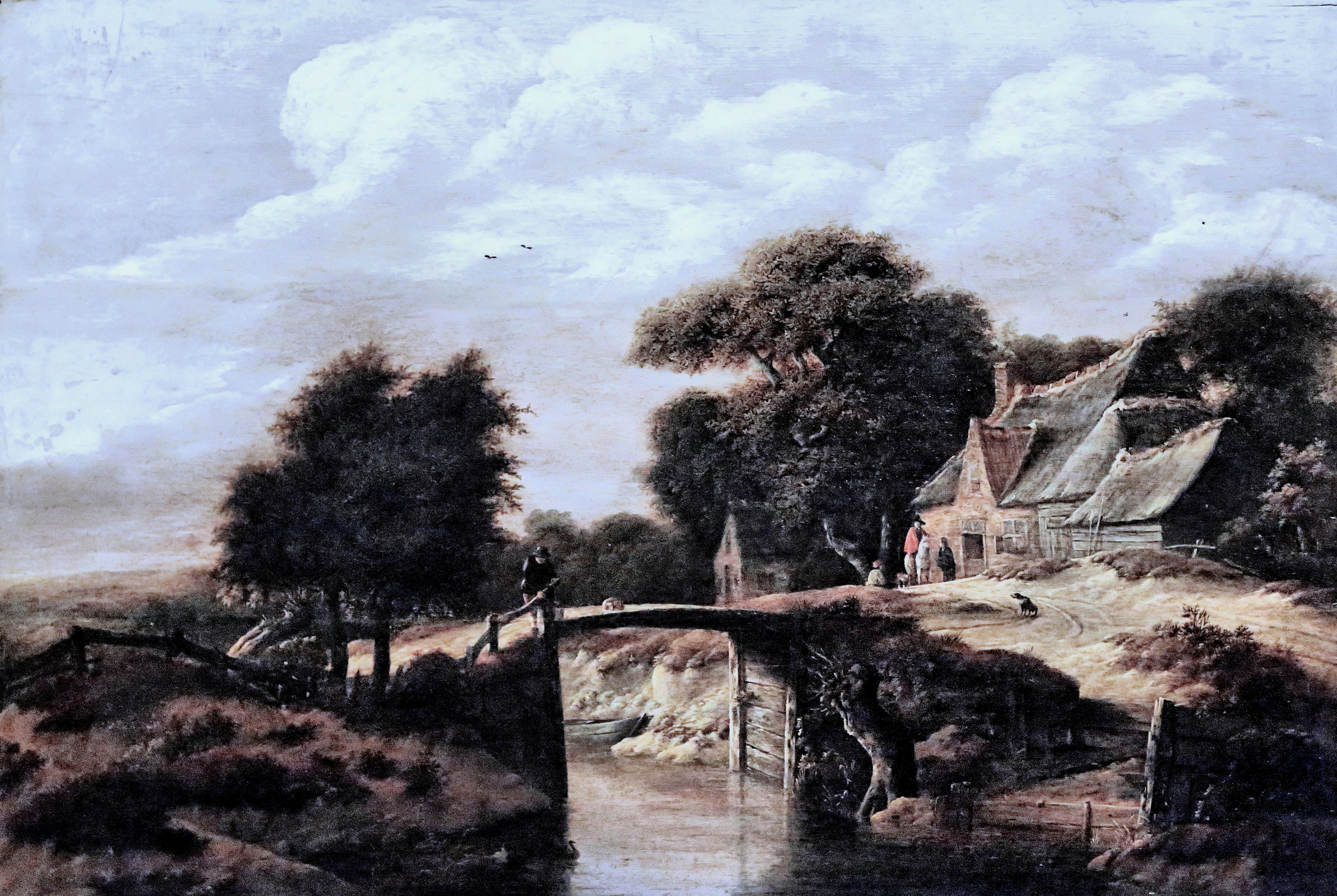
Маленький мостик. До 1678. Дерево, масло. Музей изобразительного искусства, Страсбург
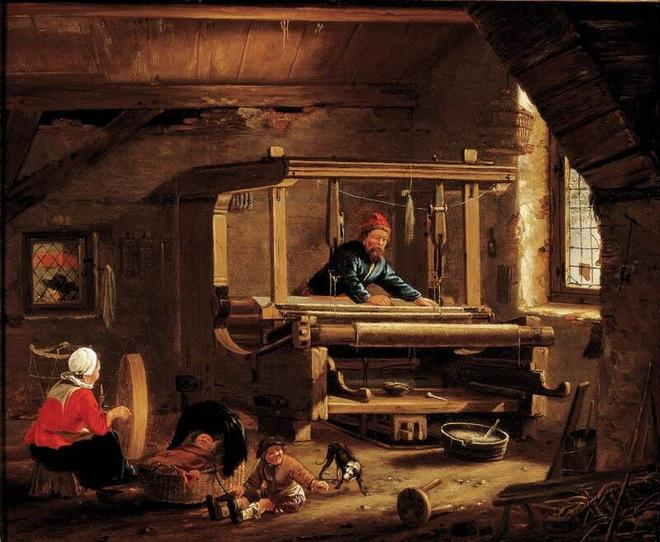
Мастерская ткача. 1656. Дерево, масло. Музей Франса Халса, Харлем
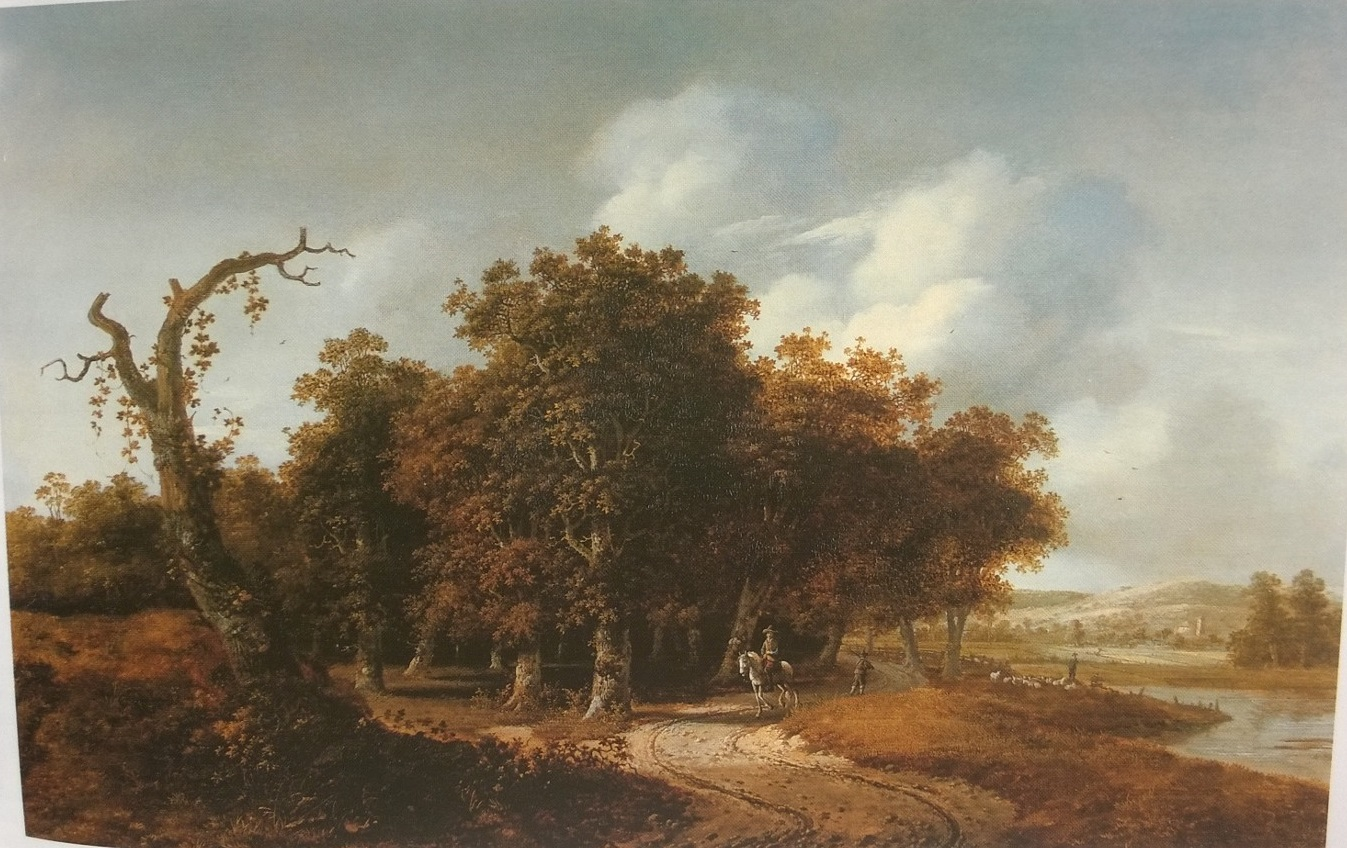
Лесной пейзаж с всадником. Ок. 1660. Дерево, масло. Частное собрание
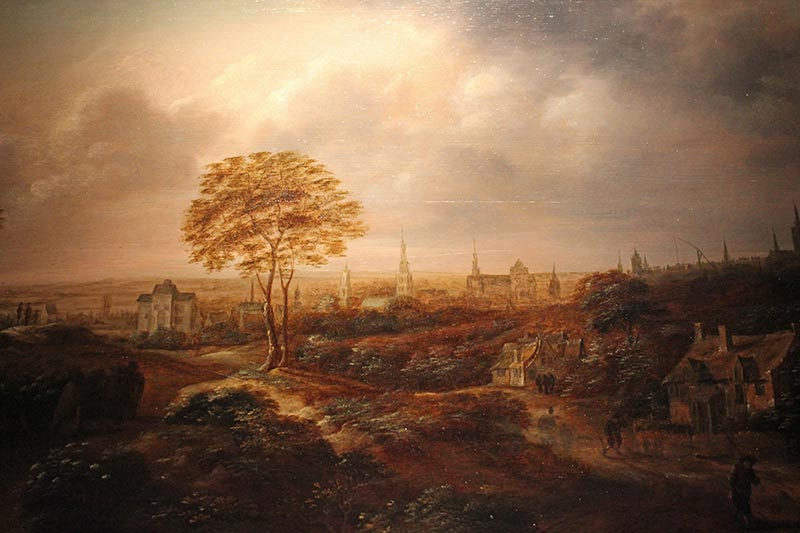
Панорама Брюсселя (приписывается). Между 1655 и 1660. Городской музей, Брюссель

## Дополнительные изображения
- Ярмарочная сцена с продавщицей яблок холст, масло, 52 х 46 см
- Зимний пейзаж со странниками в дюнах дерево, масло 31.5 х 40.5 см
- Сельские развлечения перед таверной дерево, масло 50 х 68 см
- Объявление о мире (о подписании Бредского соглашения) на площади Гроте-Маркт в Харлеме в 1667 году; холст, масло 81,3 х 109,2 см[1].
- Мастерская ткача, 1656 холст, масло. Музей Франса Халса, Харлем
- Лесистая местность с охотниками на дороге и отдыхающей фигурой на первом плане дерево, масло
- Пейзаж с охотниками на оленя масло на дубовой панели, 41,2 х 53 см. Музей Виктории и Альберта